# Coloso doble de Amenhotep III y Tiy
La estatua colosal de Amenhotep III y Tiy es una estatua de grupo monolítica del faraón egipcio Amenhotep III de la decimoctava dinastía, su Gran esposa real Tiy o Tiye, y tres de sus hijas. Es el coloso doble más grande encontrado. La estatua originalmente se encontraba en Medinet Habu, Tebas Occidental; hoy es la pieza central de la sala principal del Museo egipcio en El Cairo.

## Descripción
La estatua está tallada en caliza, originalmente policromada; su anchura es de 4,4 m y su altura de 7 m. Los ojos almendrados y las cejas curvas de las figuras son típicos del estilo de finales de la XVIII dinastía. Amenhotep III lleva el tocado nemes con el ureo, la falsa barba y el faldellín ceremonial shenti;  sus manos descansan sobre sus rodillas. La reina Tiye está sentada a su izquierda, su brazo derecho alrededor de la cintura de su marido. Su altura es igual a la del faraón, no menor como era la norma, lo cual sugiere su prominente estatus. Lleva el vestido ceñido hasta los tobillos y una peluca pesada con el tocado del buitre, modio y ureo doble. La cobra y el buitre del adorno están coronados, la cobra de la derecha lleva la corona blanca del Alto Egipto, mientras el buitre de la izquierda lleva la corona roja del Bajo Egipto.
Las tres figuras más pequeñas que no llegan ni a sus rodillas, son tres de sus hijas. La princesa Henuttaneb, está entre sus padres, aparece como mujer adulta, con el vestido largo y ceñido y peluca larga con modio y dos plumas altas pero sin ureos (esta es la única diferencia entre su tocado y el de su madre). Junto a Amenhotep está la figura dañada de una hija más joven, Nebetah, mientras junto a Tiye la figura todavía más dañada de otra princesa, cuyo nombre se ha perdido. Esta obra contiene una de las únicamente dos estatuas conocidas de Henuttaneb, y la única de Nebetah.
La estatua probablemente fue tallada alrededor del primer festival Sed de Amenhotep III. Arielle Kozloff escribe que la edad de las hijas en el monumento, especialmente la de Henuttaneb, y el estilo de la peluca de la reina Tiye, la cual estaba "en su fase más desarrollada, casi amortajando su cara" sugiere que la estatua fue hecha durante la tercera década del reinado del rey. Es posible que la caliza de buena calidad utilizada fuera sacada de la excavación del patio abierto de la TT192 – una tumba enorme que perteneció a Kheruef el administrador de la reina, trabajo que había comenzado por entonces.
La hija mayor de la pareja real, Sitamón está ausente del grupo de estatuas, probablemente porque fue elevada al rango de gran esposa real en el año 30 del reinado de Amenhotep. Henuttaneb era la segunda o tercera hija, nacida poco antes o después de Iset, que se convertiría en reina en el año 34. Henuttaneb no es mencionada en ninguna parte como reina, pero en este coloso es descrita como "la compañera de Horus, que está en su corazón". Esto es el único caso en que este título de reina es dado a una princesa, y su nombre es a veces escrito en un cartucho, lo cual puede indicar que fue elevada a reina como Sitamón e Iset. La tercera princesa en la estatua, cuyo nombre está destruido es a veces tentativamente identificada como Iset, pero como Amenhotep puede haber tenido hasta dieciséis hijas, no todas se conocen.

## Historia

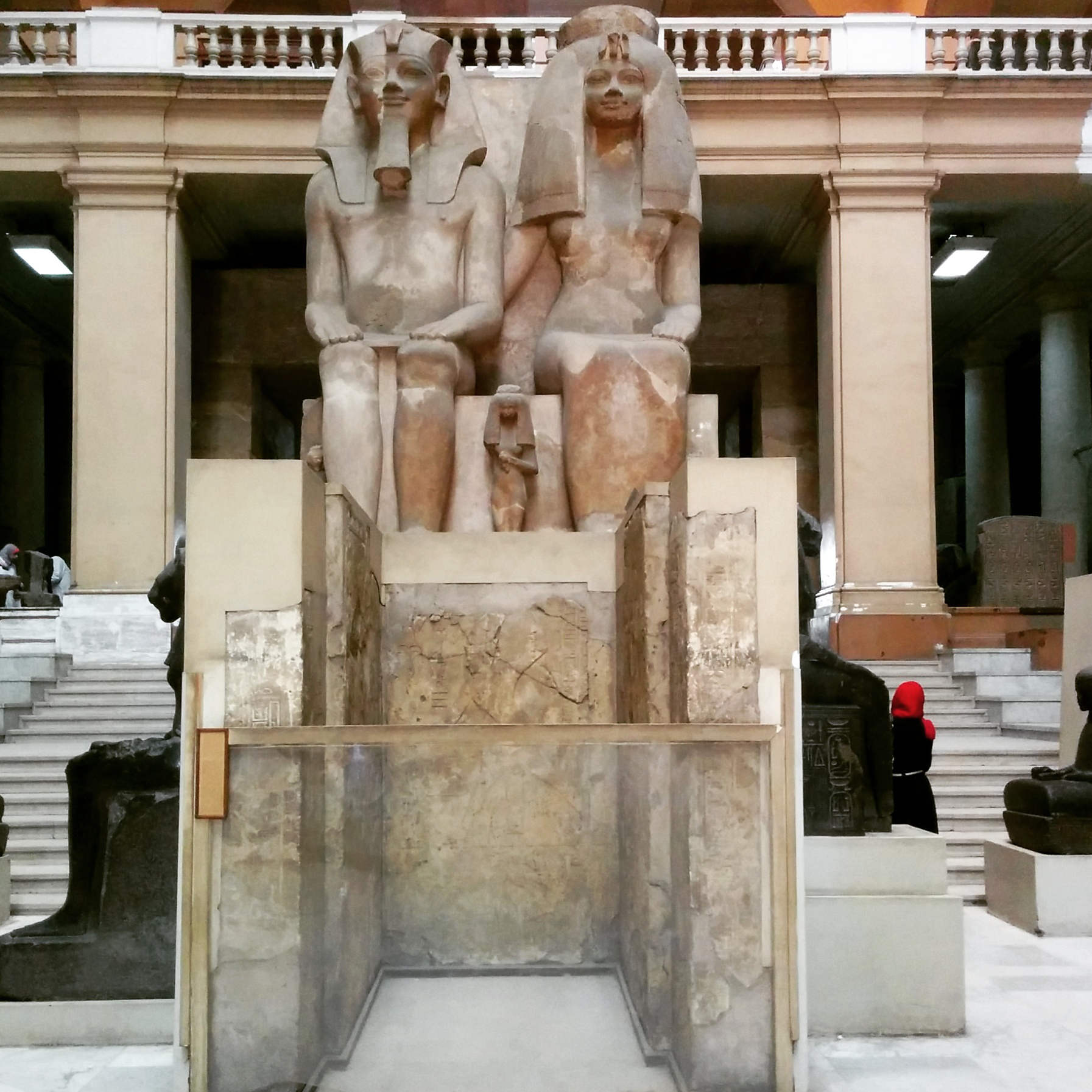
La estatua en el museo.

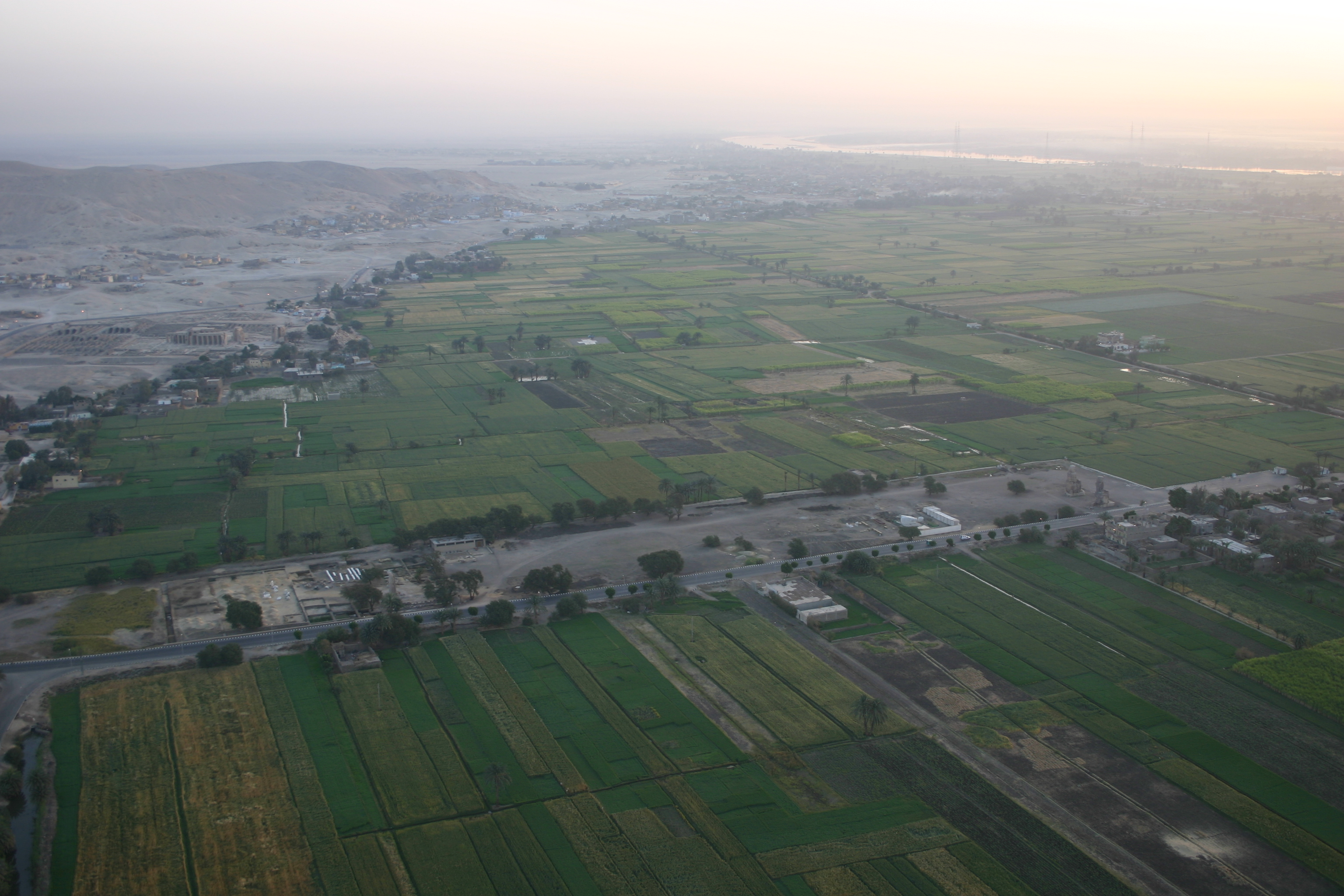
Ubicación original.

La estatua perteneció al templo funerario de Amenhotep III, del cual apenas quedan restos, pero que fue el mayor complejo funerario levantado en Tebas, superando en dimensiones incluso al gran templo de Karnak. Pero como fue construido demasiado cerca de la orilla y en el terreno inundable, menos de doscientos años después ya estaba abandonado y en ruinas y la mayoría de sus piedras fueron reutilizadas por los faraones posteriores para sus propias construcciones. El sitio donde la estatua fue encontrada probablemente debió ser la puerta sur del complejo funerario, pues estaba tan lejos del templo como los Colosos de Memnón de la puerta este. Otra posibilidad es que el coloso fuera usurpado por Ramsés III cuando utilizó bloques del templo funerario de Amenhotep para construir el suyo propio en Medinet Habu, aunque los nombres originales no fueron borrados. La estatua fue encontrada a finales del siglo XIX en varios trozos. En 1897 los fragmentos fueron trasladados por Georges Daressy a la explanada del pequeño templo de Amón en Medinet Habu cercano; más tarde fueron llevados a El Cairo y reensamblados para la inauguración del Museo egipcio en 1902. El coloso tiene el número de catálogo M610; la figura de la princesa Henuttaneb tiene un número aparte, JE 33906.
Una cabeza de 27,6 cm de caliza, encontrada en una colección privada, resultó ser la cabeza de la princesa Nebetah y parte de esta estatua. Nebetah lleva una peluca redonda y modio; rastros de la trenza de la juventud todavía pueden apreciarse. Tiene los mismos ojos almendrados, líneas cosméticas en su contorno y cejas curvas que las otras figuras del grupo. La cabeza probablemente pudo haber sido quitada intencionadamente del grupo de estatuas, probablemente en el periodo medieval, quedando expuesta en el suelo durante bastante tiempo – ya que está en peores condiciones que el resto de la estatua –, y encontrada antes del traslado en 1897 del resto de estatuas. Perteneció a una colección privada francesa a principios del siglo XX, fue exhibida como parte de la colección W. Arnold Meijer en Ámsterdam en 2005-2006 y vendida por 206.500 dólares en 2008. Una copia exacta de la cabeza fue añadida al conjunto de El Cairo.
En 2011, varios nuevos fragmentos fueron descubiertos durante una excavación de rescate de posibles piezas antes de la instalación de un nuevo sistema de alcantarillado en la orilla occidental de Luxor. Estos pudieron ser reconstruidos para formar seis partes desaparecidas de la obra, incluyendo parte del tocado, pecho y pierna derecha del rey, parte de la peluca, brazo izquierdo, mano, dedos y pierna de la reina, y parte de la base de la estatua, con un prisionero nubio. Debido a que los fragmentos no tenían inscripciones, eran inicialmente difíciles de datar, pero Amenhotep III fue el único faraón de la XVIII dinastía en tener estatuas colosales de esta medida, de hecho, el primer soberano en representarse en estatuas gigantes de más de cinco metros, lo que luego imitarán sus sucesores, y solo se encontraron en su templo y en Medinet Habu; lo que ayudó a emparejar las piezas con el coloso del museo de El Cairo. Con las nuevas partes añadidas, la estatua está completa en un 70%.